# Etch A Sketch

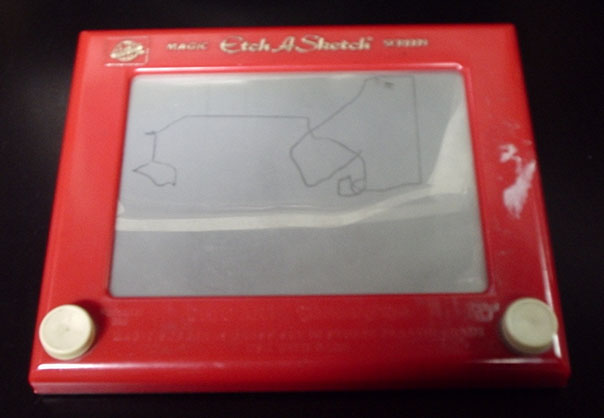
Etch A Sketch

Etch A Sketch™ ist eine Variante der Zaubertafel, deren nicht absetzbarer Stift von zwei Drehknöpfen jeweils horizontal und vertikal bewegt wird. Die besondere Malweise und das dahinterstehende Funktionsprinzip machten das seinerzeit als Spielzeug verkaufte Gerät besonders in den 1970er Jahren populär.
In Österreich war dieses Spielzeug auch schon in den 1960ern äußerst beliebt. Der Rahmen des klassischen Gerätes ist rot mit einem goldfarbenen erhabenen Schriftzug "Magic Etch A Sketch Screen", weißen Drehknöpfen und schwarzer Rückseite. Die Zeichenfläche ist grau und es können nur schwarze Linien gezeichnet werden. Die eher eckig daherkommenden Striche machen den besonderen Reiz aus, weil die Zeichenmethode eine Herausforderung an das Geschick des Zeichners darstellt.

## Funktionsweise

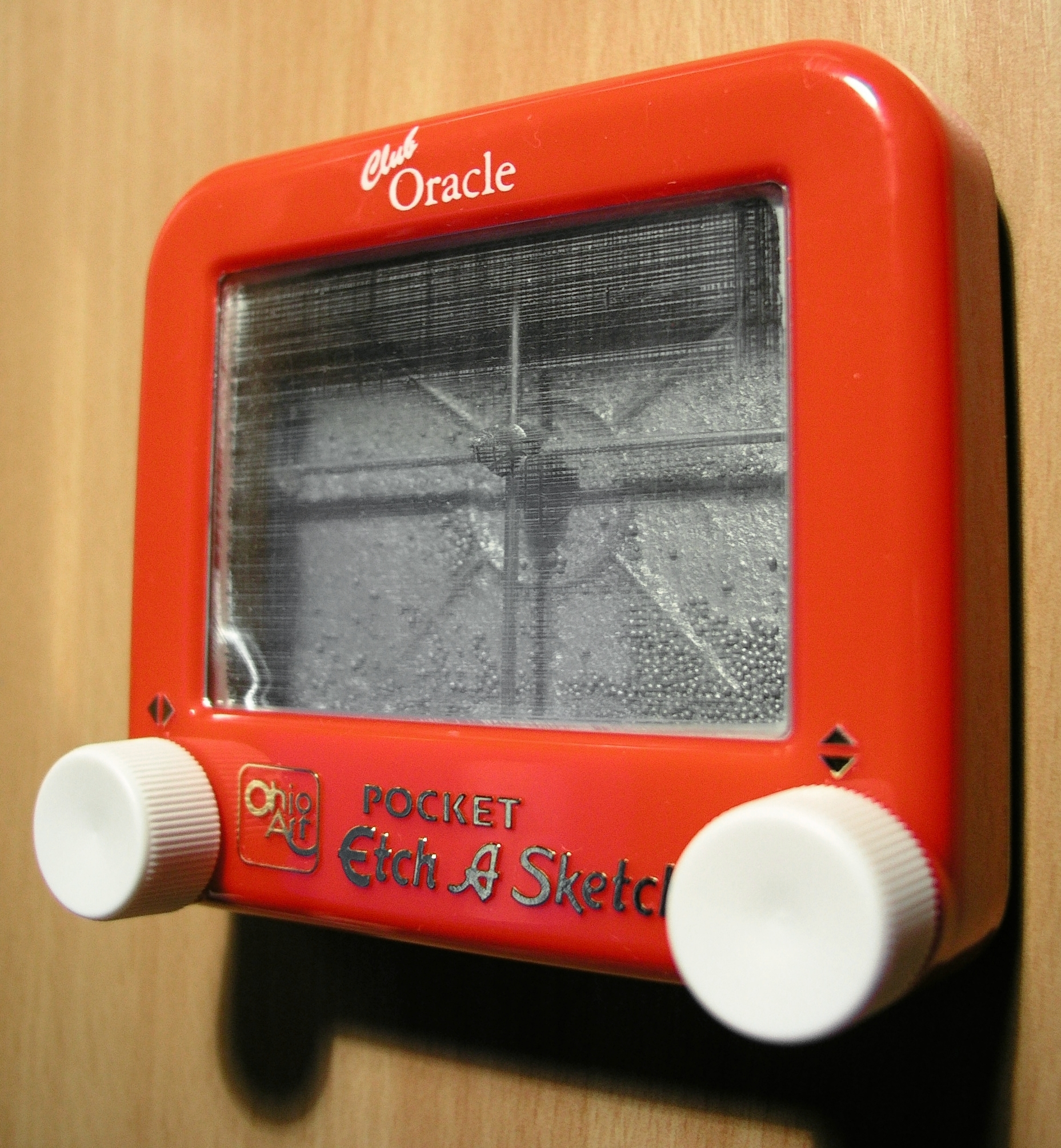
Ein Pocket Etch A Sketch, bei dem ein Großteil des Pulvers entfernt wurde, wodurch der Mechanismus sichtbar ist

Die Zeichenfläche besteht aus einer Glasscheibe, die von hinten mit einem klebrigen, silbern glänzenden Pulver (Aluminium und Polystyrol) beschichtet ist. Der federnd andrückende Zeichenstift schabt mit jeder Bewegung das Pulver ab und hinterlässt so eine Linie, die den Blick ins Gehäuseinnere freigibt, wegen des geringen Lichteinfalls aber dunkel erscheint. Jeder der beiden Drehknöpfe bewegt den Stift in einer rechtwinklig zueinanderstehenden Dimension – für diagonale Linien müssen beide Knöpfe daher mit gleicher Drehgeschwindigkeit bewegt werden. Soll ein Kreis gezeichnet werden, ist die Y-Koordinate in sinus-, die X-Koordinate in cosinusförmiger Geschwindigkeit zu bewegen, was enorme Anforderungen an die Feinmotorik des Zeichnenden stellt. Die Glasscheibe verschließt das flache Kunststoffgehäuse des Etch A Sketch mit dem darin befindlichen Pulver und der Mechanik für den Stift; durch Umdrehen und Schütteln wird das Pulver wieder auf der Zeichenfläche verteilt und das alte Bild wird gelöscht.
Die Stiftführung des Etch A Sketch entspricht mit ihrer X- und Y-Steuerung der eines Plotters und verlangt vom Zeichner ein gehöriges Maß an motorischer Koordination. Da man den Stift nicht absetzen kann, muss das Motiv zudem in einem Zug gezeichnet werden.

## Geschichte

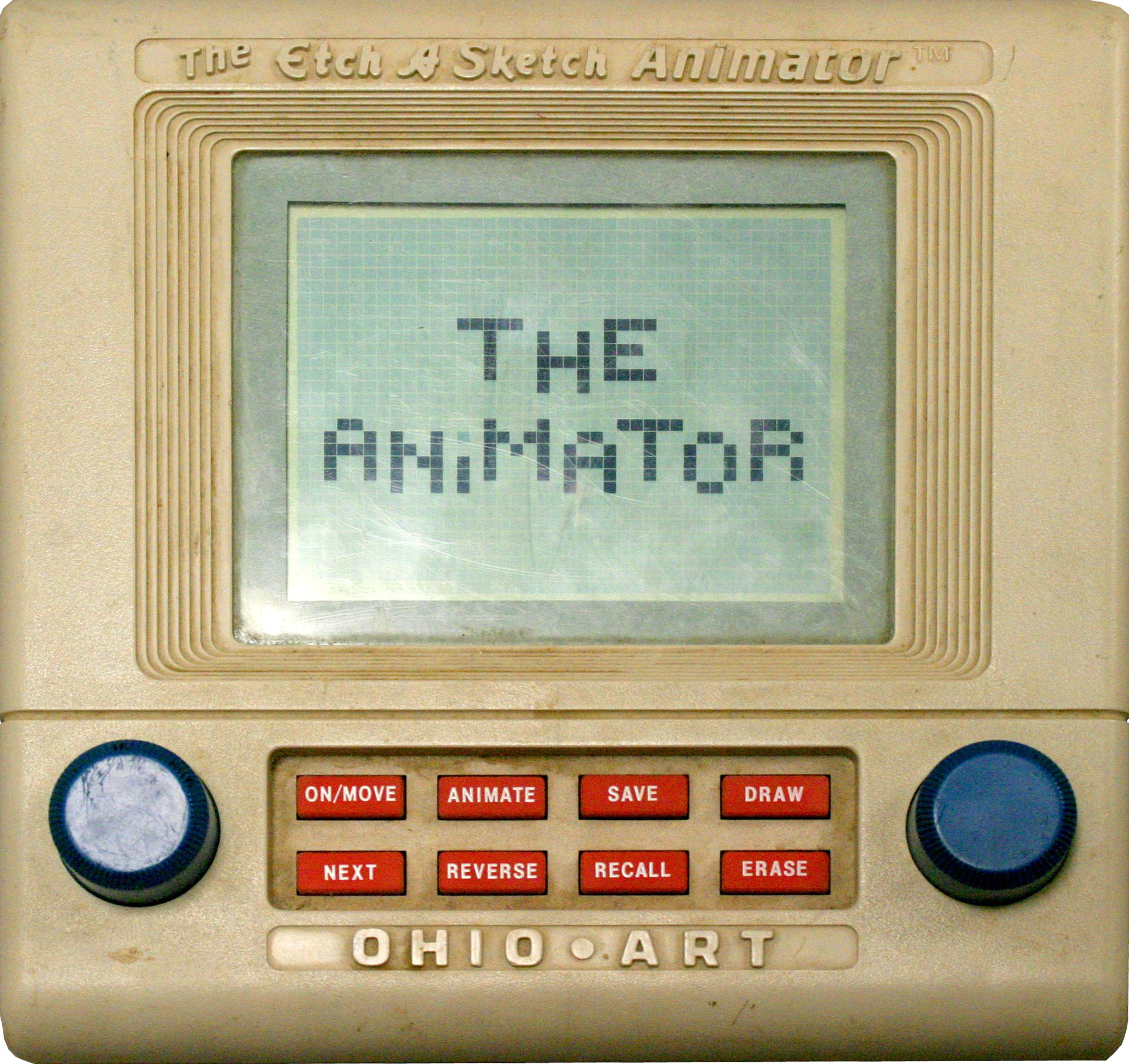
Etch A Sketch (elektronische Ausführung)

Der erste Prototyp wurde im Jahr 1957 vom französischen Erfinder André Cassagnes entwickelt und zwei Jahre später auf der Nürnberger Spielwarenmesse vorgestellt. 1960 erwarb die Ohio Art Company die Lizenzrechte für 25.000 USD und begann die ersten Exemplare kurz vor Weihnachten in jenem Jahr zu verkaufen. Seit 2016 gehört das Spiel zum Portfolio des kanadischen Spielzeugkonzerns Spin Masters.
Neben der klassischen Gehäusefarbe Rot wurde das Etch A Sketch später auch in anderen Farben angeboten. In den 1980ern erschien ein Computerspiel, das einen Etch A Sketch simulierte.